# ごきげん歌謡笑劇団
『ごきげん歌謡笑劇団』（ごきげんかようしょうげきだん）は、NHKで放送されていたテレビ公開バラエティ番組のシリーズ。ロゴなどには「コロッケぱらだいす ごきげん歌謡笑劇団」と表記されている。

## 概要
毎回全国各地の市民会館や文化会館、NHK各放送局の公開スタジオなどで公開収録し、司会のコロッケが各コーナーをプレゼンする形で放送される番組。

### 2012年3月まで
「きみまろフルコース ごきげん歌謡笑劇団」時代は綾小路きみまろが座長となり、弁士として進行する「ごきげん大芝居」をはじめ、さかなクンが公開収録が行われる自治体をリポートするコーナー、女形の華麗なる舞、公開収録が行われる地域で募集した五七五を紹介するコーナー、綾小路きみまろの名調子で司会進行される歌謡ショーなど、多彩な内容で進行する。「ごきげん大芝居」で出て来る歌謡曲には替え歌もあり、字幕テロップでもアレンジした歌詞の箇所はオレンジ色で表示されている。なお、2010年度より、早乙女太一に加え、大衆演劇界のスター大川良太郎、橘大五郎が加わっている。この3人が交代で大衆演劇枠としてレギュラー出演していた。
この番組は特別番組として2008年11月14日に初めて放送された。このときは長野県佐久市からの放送であった。2009年度から衛星第2テレビで、月に1回程度放送が始まり、2010年度から月に2回ほど放送されている。ハイビジョンでも再放送。海外向けワールド・プレミアムでも随時放送している。2011年度から総合テレビで、月に1回程度、土曜単発第1部（19:30 - 20:45）での73分の放送となる。放送時間の拡大に伴いコーナーの改変、新設が行われ、さかなクンのコーナーは「さかなクンのギョー天 ギョ、ぎょ、魚!」と改名され、新たに綾小路きみまろ、さすらいの歌姫・瀬口侑希、アコーディオン男爵・山岡秀明が地元の夫婦を訪ね、思い出の一曲をプレゼントする「愛のドレミファ3人組」が新たに始まった。また「笑って泣いて五七五」のコーナーでは、全国から寄せられた五七五紹介が追加された。

### 2012年4月から
2012年度からは、ものまねタレントのコロッケに司会が交代され、番組タイトルも『コロッケぱらだいす ごきげん歌謡笑劇団』としてリニューアルした。出演者のうち、「愛のドレミファ3人組」に出演する瀬口と山岡は2014年度までそのまま続投することになった。
2012年度までは土曜単発枠での放送であったが、土曜日にファミリー層で楽しめる番組（情報バラエティー、ドラマ、スポーツニュース）をラインアップさせる編成の見直しを実施するために単発枠が編成上廃止となったため、2013年度からは不定期で木曜20時枠（「木曜時代劇」の作品入れ替えの谷間の週が中心）に放送されることになった。これに付随する形で、ラジオ第1でこの番組からのスピンオフとなる『ごきげん歌に乾杯!』を原則最終水曜20:05ごろから21:30（20:55 - 21:05頃ニュース中断）放送することになった（MC陣はテレビ版と同じで、内容もコントなどの一部を除きほぼ重複しており、テレビ・ラジオの番組を同日収録している）。
2016年3月17日をもって終了した。4月以降同時間帯には『ファミリーヒストリー』と『所さん!大変ですよ』が移転。後継番組は五木ひろし司会の音楽バラエティ『歌う!SHOW学校』。

## 放送時間
- 2009年まで 月1回金曜日 21:00〜21:59
- 2010年4月〜2011年3月 原則毎月第1、第2金曜日 21:00〜21:59
- 2011年4月〜2013年3月 月1回土曜日 19:30〜20:43（総合テレビに放送波を移動）

※土曜日以外の放送では2012年5月3日（木曜日・憲法記念日の祝日）の19:30〜20:43に放送。
- 2013年4月〜 不定期（原則的には月に1回）木曜日 20:00〜20:43（主に木曜時代劇の放送のない週に放送される）

## 放送日程

### 2012年4月から
| 放送日時       | 回数 | 歌手①      | 男性主役ゲスト | 歌手②      | 歌手③      | コメディアン①      | その他①        | その他②      | コメディアン②  | AKB枠      |
| -------------- | ---- | ---------- | -------------- | ---------- | ---------- | ------------------ | -------------- | ------------ | -------------- | ---------- |
| 2012年4月14日  | 1    | 島倉千代子 | 里見浩太朗     | 坂本冬美   | ＼         | ケーシー高峰       | 松居直美       | えなりかずき | ダンディ坂野   | 秋元才加   |
| 2012年5月3日   | 2    | 美川憲一   | 京本政樹       | 細川たかし | ＼         | 青空球児           | 藤田朋子       | ＼           | 春風亭昇太     | 岩佐美咲   |
| 2012年6月16日  | 3    | 北島三郎   | ＼             | 天童よしみ | 北山たけし | マギー司郎         | エド・はるみ   | ＼           | 髭男爵         | 宮澤佐江   |
| 2012年7月7日   | 4    | 森進一     | 空海大空       | 藤あや子   | 香西かおり | 小松政夫           | ばんばひろふみ | ＼           | 宮川大助・花子 | 佐藤すみれ |
| 2012年8月25日  | 5    | 八代亜紀   | 松村雄基       | 中村美律子 | 小金沢昇司 | 今いくよ・くるよ   | 石倉三郎       | ＼           | ＼             | 河西智美   |
| 2012年9月15日  | 6    | 五木ひろし | ＼             | 山川豊     | 伍代夏子   | 堺すすむ           | 重田千穂子     | ＼           | 渡辺正行       | 秋元才加   |
| 2012年10月6日  | 7    | 小林幸子   | 川崎麻世       | 冠二郎     | 石原詢子   | ナイツ             | 阿藤快         | 西寄ひがし   | ＼             | 宮崎美穂   |
| 2012年11月10日 | 8    | 長山洋子   | 山田純大       | 原田悠里   | 氷川きよし | 昭和のいる・こいる | グッチ裕三     | 榊原郁恵     | ＼             | 河西智美   |
| 2012年12月1日  | 9    | 前川清     | ＼             | 島津亜矢   | 水森かおり | 大木こだま・ひびき | 小林綾子       | ＼           | 東貴博         | 仁藤萌乃   |
| 2013年1月12日  | 10   | 川中美幸   | 里見浩太朗     | 吉幾三     | はやぶさ   | ナポレオンズ       | 水町レイコ     | ＼           | ＼             | 山内鈴蘭   |
| 2013年2月2日   | 11   | 由紀さおり | 伊吹吾郎       | 山本譲二   | 天童よしみ | 江戸家猫八         | 氷川きよし     | ＼           | ＼             | ＼         |
| 2013年3月30日  | 12   | 北島三郎   | ＼             | 千昌夫     | ＼         | マギー審司         | ヨネスケ       | 阿知波悟美   | ＼             | ＼         |

### 2013年4月から
| 放送日時       | 回数 | 歌手①      | 歌手②      | 歌手③      | コメディアン①  | その他①      | その他②    | コメディアン②  |
| -------------- | ---- | ---------- | ---------- | ---------- | -------------- | ------------ | ---------- | -------------- |
| 2013年4月4日   | 13   | 細川たかし | 冠二郎     | 中村美律子 | ＼             | えなりかずき | ＼         | ＼             |
| 2013年5月9日   | 14   | 森進一     | グッチ裕三 | 氷川きよし | ケーシー高峰   | 藤田弓子     | ＼         | ＼             |
| 2013年6月13日  | 15   | 北島三郎   | 五木ひろし | 天童よしみ | ＼             | ルー大柴     | はしのえみ | ＼             |
| 2013年8月29日  | 16   | 吉幾三     | 水森かおり | 三山ひろし | 清水よし子     | ＼           | ＼         | 林家たい平     |
| 2013年9月5日   | 17   | 小林幸子   | 美川憲一   | 小金沢昇司 | 塚地武雅       | 阿地波悟美   | はやぶさ   | ＼             |
| 2013年9月12日  | 18   | 前川清     | 森昌子     | 北山たけし | 渡辺正行       | 松金よね子   | ＼         | スギちゃん     |
| 2013年11月28日 | 19   | 川中美幸   | 山本譲二   | 坂本冬美   | 小松政夫       | ＼           | ＼         | 東貴博         |
| 2013年12月12日 | 20   | 由紀さおり | 石原詢子   | 氷川きよし | 伊東四朗       | ＼           | ＼         | ＼             |
| 2013年12月19日 | 21   | 鳥羽一郎   | 伍代夏子   | 島津亜矢   | 左とん平       | 阿知波悟美   | ＼         | ＼             |
| 2013年12月26日 | 22   | 大月みやこ | 山川豊     | 藤あや子   | 昭和こいる     | ＼           | ＼         | 宮川大助・花子 |
| 2014年1月2日   | 23   | 里見浩太朗 | 長山洋子   | 原田悠里   | ダチョウ倶楽部 | 戸田恵子     | 温水洋一   | キラー・カーン |
| 2014年3月27日  | 24   | 五木ひろし | 香西かおり | 山内惠介   | キンタロー。   | グッチ裕三   | ＼         | ＼             |

### 2014年4月から
| 放送日時       | 回数 | 歌手①      | 歌手②        | 歌手③      | その他①            | その他②    | その他③  |
| -------------- | ---- | ---------- | ------------ | ---------- | ------------------ | ---------- | -------- |
| 2014年4月3日   | 25   | 北島三郎   | 細川たかし   | 長山洋子   | 松原智恵子         | 東貴博     | ＼       |
| 2014年6月12日  | 26   | 冠二郎     | 坂本冬美     | 北山たけし | 左とん平           | 水町レイコ | ＼       |
| 2014年6月19日  | 27   | グッチ裕三 | 島津亜矢     | 氷川きよし | 伊吹吾郎           | 浅茅陽子   | ＼       |
| 2014年8月14日  | 28   | 吉幾三     | 原田悠里     | 藤あや子   | 具志堅用高         | 阿藤快     | 戸田恵子 |
| 2014年9月25日  | 29   | 森昌子     | 天童よしみ   | 山内惠介   | 大木こだま・ひびき | 阿南健治   | ＼       |
| 2014年10月2日  | 30   | 細川たかし | 伍代夏子     | 田川寿美   | 湯沢勉             | u字工事    | ＼       |
| 2014年10月9日  | 31   | 川中美幸   | 香西かおり   | 小金沢昇司 | 苅谷俊介           | ＼         | ＼       |
| 2014年12月25日 | 32   | 北島三郎   | 五木ひろし   | 石原詢子   | 渡辺正行           | 大江裕     | ＼       |
| 2015年1月8日   | 33   | 森進一     | 美川憲一     | 氷川きよし | ルー大柴           | はしのえみ | ＼       |
| 2015年2月28日  | 34   | 里見浩太朗 | 前川清       | 大月みやこ | 熊谷真実           | 石塚英彦   | ＼       |
| 2015年3月5日   | 35   | 山川豊     | 中村美律子   | ＼         | モロ師岡           | 新山千春   | 我が家   |
| 2015年3月12日  | 36   | 小林幸子   | 福田こうへい | ＼         | 渡辺徹             | ハライチ   | ＼       |

### 2015年4月から
| 放送日時       | 回数 | ゲスト①    | ゲスト②    | ゲスト③      | ゲスト④        | ゲスト⑤      | ゲスト⑥    | ゲスト⑦        | ゲスト⑧                | ゲスト⑨          | 講談       |
| -------------- | ---- | ---------- | ---------- | ------------ | -------------- | ------------ | ---------- | -------------- | ---------------------- | ---------------- | ---------- |
| 2015年4月2日   | 37   | 里見浩太朗 | 坂本冬美   | 佐藤B作      | 笹野高史       | 友近         | 椎名佐千子 | ＼             | ＼                     | ＼               | ＼         |
| 2015年6月25日  | 38   | 京本政樹   | 綿引勝彦   | 伍代夏子     | 柴田理恵       | 北山たけし   | ホリ       | 丘みどり       | 松岡凛子（Vienolossi） | ＼               | ＼         |
| 2015年7月2日   | 39   | 北島三郎   | 山本陽子   | 宇梶剛士     | 島津亜矢       | 原口あきまさ | 東貴博     | ゴルゴ松本     | 森山愛子               | ＼               | ＼         |
| 2015年7月9日   | 40   | 吉幾三     | 藤あや子   | 間寛平       | 高知東生       | 宮嶋麻衣     | 三山ひろし | おのののか     | ＼                     | ＼               | ＼         |
| 2015年10月8日  | 41   | 武田鉄矢   | 大月みやこ | グッチ裕三   | 中村美律子     | 高橋愛       | 渡辺直美   | 竹島宏         | ほかのみなさん         | ＼               | ＼         |
| 2015年10月10日 | 42   | 北島三郎   | 川中美幸   | 浅茅陽子     | ベンガル       | 水町レイ子   | 北川大介   | 佐久間一行     | ＼                     | ＼               | ＼         |
| 2015年10月15日 | 43   | 里見浩太朗 | 多岐川裕美 | 天童よしみ   | 氷川きよし     | 松井玲奈     | 松原健之   | ほかのみなさん | ＼                     | ＼               | ＼         |
| 2015年12月10日 | 44   | 武田鉄矢   | 紺野美沙子 | 美川憲一     | 長山洋子       | 渡辺正行     | 北原里英   | 大江裕         | ＼                     | ＼               | ＼         |
| 2015年12月17日 | 45   | 山本陽子   | 細川たかし | 千原せいじ   | 酒井敏也       | 福田こうへい | 菊地亜美   | 西田あい       | 小澤弘                 | 南陽市のみなさん | ＼         |
| 2016年1月7日   | 46   | 里見浩太朗 | 熊谷真実   | ゼンジー北京 | ルー大柴       | 石塚英彦     | 瀬口侑希   | 小桜舞子       | 長崎市のみなさん       | ＼               | 一龍斎貞鏡 |
| 2016年3月10日  | 47   | 五木ひろし | 氷川きよし | 松本明子     | 宮川大助・花子 | モロ師岡     | 石原詢子   | 杜このみ       | 小島瑠璃子             | ＼               | 一龍斎貞鏡 |
| 2016年3月17日  | 48   | 北島三郎   | 勝野洋     | 前川清       | ＼             | ＼           | ＼         | ＼             | ＼                     | ＼               | 一龍斎貞鏡 |

## 出演者

### 2012年4月から
- コロッケ
- テツandトモ（2014年3月27日放送分を以って降板）
- 山岡秀明（ロケーション出演のみ。2015年2月28日放送分を以って降板）
- 瀬口侑希（2012年3月まではロケーション出演のみだったが、2012年4月から2015年2月までは舞台にも出演していた。2015年2月28日放送分を以って降板）
- AKB48（回替わりで1名。2012年度のみ）

### 2012年3月まで
- 綾小路きみまろ
- 早乙女太一
- 大川良太郎
- 橘大五郎
- さかなクン
- 瀬口侑希
- 山岡秀明
- 井上理恵
- 戸田比呂子
- 佐藤満美